# William Grant Naboré
William Grant Naboré, né en 1941 à Roanoke, Virginie, est un pianiste et professeur de musique classique américain. 

## Biographie
William Grant Naboré se rend à Rome en 1958 pour étudier à l'Académie nationale Sainte-Cécile avec Carlo Zecchi et plus tard avec Renata Borgatti. Après ses études, il prend des leçons avec Rudolf Serkin et avec Alicia de Larrocha à Barcelone. 
Il étudie la musique de chambre avec Pierre Fournier à Genève et remporte le premier prix de la Virtuosité et le prix Paderewski du Conservatoire de musique de Genève. 
Il est titulaire de la chaire "Theo Lieven" pour des études avancées de piano et de musique de chambre à l'Université de musique du Conservatoire de Lugano.